# اسکات کوپر (مدیر فوتبال)
اسکات کوپر (انگلیسی: Scott Cooper؛ زادهٔ ۱۶ ژوئن ۱۹۷۰) بازیکن فوتبال اهل بریتانیا است.